# Cascade de Liadouze
La cascade de Liadouze ou cascade du Luc est une cascade située sur la commune de Mandailles-Saint-Julien dans le département français du Cantal.